# 대한민국 국회 과학기술정보방송통신위원회
과학기술정보방송통신위원회(科學技術情報放送通信委員會, 영어: Science, ICT, Future Planning, Broadcasting and Communications Committee)는 과학기술·방송통신에 관한 국회의 의사결정기능을 실질적으로 수행하는 국회 상임위원회이다.

## 설치 근거 및 소관 업무

### 설치 근거
- 국회법 [법률 제14840호, 2017.07.26 일부개정] 제37조[1]

### 소관 업무
- 과학기술정보통신부와 방송통신위원회, 그리고 원자력안전위원회의 소관에 속하는 의안과 청원 등의 심사, 기타 법률에서 정하는 직무를 수행한다.

## 연혁
- 1948년 10월 2일 - 문교사회위원회를 설치
- 1951년 3월 15일 - 사회보건위원회를 분리
- 1963년 11월 26일 - 문교위원회를 문교공보위원회로 개편
- 1990년 6월 29일 - 문화공보위원회와 문교체육위원회로 분리
- 1991년 5월 31일 - 문교체육위원회를 교육체육청소년위원회로 개편
- 1993년 3월 6일 - 교육체육청소년위원회의 체육청소년 부문을 문화공보위원회로 옮겨 문화체육공보위원회로 개편
- 1998년 3월 18일 - 문화체육공보위원회를 문화관광위원회로 개편
- 2008년 8월 25일 - 문화관광위원회를 문화체육관광방송통신위원회로 개편
- 2013년 3월 23일 - 문화체육관광방송통신위원회를 미래창조과학방송통신위원회로 개편
- 2017년 7월 26일 - 미래창조과학방송통신위원회를 과학기술정보방송통신위원회로 개편

## 직무
과기정통부, 방송통신위원회, 우주항공청, 원자력안전위에 대한 질의 및 보고, 그리고 각 부처의 수장의 인사청문회를 이곳에서 담당한다. 또한 관련 법률과 의안을 논의하고, 예산안, 결산, 기금을 관리하고 있다. 그리고 매년 국정감사를 진행하고 있다.

## 소관 부처
- 과학기술정보통신부
- 우주항공청
- 방송통신위원회
- 원자력안전위원회

## 위원 명단
| 위원정수 | 현원   | 더불어민주당 | 국민의힘 | 무소속            |
| 20       | 20     | 12 | 7 | 1                 |
| -------- | ------ | --- | --- | ----------------- |
| 위원장   | 위원장 | 최민희 - 경기 남양주시 갑 | |                   |
| 간사     | 간사   | 김현 - 경기 안산시 을 | 최형두 - 경남 창원시 마산합포구                                                                                            |                   |
| 위원     | 위원   | 김상희 - 경기 부천시 병 변재일 - 충북 청주시 청원구 우상호 - 서울 서대문구 갑 윤영찬 - 경기 성남시 중원구 이용빈 - 광주 광산구 갑 전혜숙 - 서울 광진구 갑 정필모 - 비례대표 조정식 - 경기 시흥시 을 한준호 - 경기 고양시 을 홍익표 - 서울 중구성동구 갑 | 김영식 - 경북 구미시 을 박대출 - 경남 진주시 갑 정희용 - 경북 고령군성주군칠곡군 주호영 - 대구 수성구 갑 허은아 - 비례대표 | 양정숙 - 비례대표 |

### 소위원회
| 소위원회                             | 소위원회 | 의원         | 의원     | 의원   | 의원 |
| 소위원회                             | 소위원회 | 더불어민주당 | 국민의힘 | 무소속 |      |
| ------------------------------------ | -------- | ------------ | -------- | ------ | ---- |
| 과학기술원자력법안심사소위원회 (7인) | 소위원장 |              |          |        |      |
| 과학기술원자력법안심사소위원회 (7인) | 소위원   |              |          |        |      |
| 정보통신방송법안심사소위원회 (7인)   | 소위원장 |              |          |        |      |
| 정보통신방송법안심사소위원회 (7인)   | 소위원   |              |          |        |      |
| 예산결산심사소위원회 (8인)           | 소위원장 |              |          |        |      |
| 예산결산심사소위원회 (8인)           | 소위원   |              |          |        |      |
| 청원심사소위원회 (7인)               | 소위원장 |              |          |        |      |
| 청원심사소위원회 (7인)               | 소위원   |              |          |        |      |

## 소관 법률

### 과학기술 기본 관련 법률
- 과학기술기본법

### 인력양성 관련 법률
- 대구경북과학기술연구원법
- 한국과학기술원법
- 기술사법
- 국가과학기술 경쟁력 강화를 위한 이공계지원특별법
- 광주과학기술원법
- 여성과학기술인육성 및 지원에 관한 법률
- 과학기술인 공제회법
- 국립대학법인울산과학기술대학설립및운영에관한법률

### 연구개발육성 관련 법률
- 연구개발특구 육성에 관한 특별법
- 과학기술분야 정부출연연구기관 등의 설립·운영 및 육성에 관한 법률
- 특정연구기관 육성법
- 한국연구재단법
- 산업기술연구조합 육성법
- 협동연구개발 촉진법
- 산업교육진흥 및 산학연협력 촉진에 관한 법률

### 연구개발지원 관련 법률
- 생명공학육성법
- 뇌연구촉진법
- 나노기술개발촉진법
- 우주개발진흥법
- 핵융합에너지 개발진흥법
- 기초연구진흥 및 기술개발지원에 관한 법률
- 국가초고성능컴퓨터 활용 및 육성에 관한 법률

### 원자력 관련 법률
- 원자력진흥법
- 방사선 및 방사성동위원소 이용 진흥법
- 비파괴검사기술의 진흥 및 관리에 관한 법률
- 원자력손해배상법
- 원자력 손해배상 보상계약에 관한 법률
- 원자력시설등의방호및방사능방재대책법
- 원자력안전법
- 원자력안전위원회의 설치 및 운영에 관한 법률
- 생활주변 방사성안전 관리법
- 한국원자력안전기술원법

### 인프라기상 등 관련 법률
- 표준시에 관한 법률
- 과학관육성법
- 국가교육과학기술자문회의법
- 연구실 안전환경 조성에 관한 법률
- 우주손해배상법
- 천문법
- 생명연구자원의 확보.관리 및 활용에 관한 법률
- 국제과학비즈니스벨트 조성 및 지원에 관한 특별법
- 첨단의료복합단지 지정 및 지원에 관한 특별법
- 국가연구개발사업 등의 성과평가 및 성과관리에 관한 법률

### ICT 관련 법률
- 국가정보화 기본법
- 전자문서 및 전자거래 기본법
- 전자서명법
- 정보통신기반 보호법
- 소프트웨어산업 진흥법
- 정보통신산업 진흥법
- 전기통신기본법
- 전기통신사업법
- 정보통신공사업법
- 전파법
- 통신비밀보호법
- 인터넷 주소자원에 관한 법률

### 방송·통신 관련 법률
- 방송통신발전 기본법
- 방송통신위원회의 설치 및 운영에 관한 법률
- 방송법
- 인터넷멀티미디어 방송사업법
- 지상파 텔레비전방송의 디지털 전환과 디지털방송의 활성화에 관한 특별법
- 한국교육방송공사법
- 방송문화진흥회법
- 방송광고판매대행 등에 관한 법률

### 정보보호 관련 법률
- 위치정보의 보호 및 이용 등에 관한 법률
- 정보통신망 이용촉진 및 정보보호 등에 관한 법률

### 우정부문 관련 법률
- 우정사업 운영에 관한 특례법
- 우편법
- 별정우체국법
- 우체국보험특별회계법
- 우체국예금·보험에 관한 법률
- 우편대체법
- 우편환법
- 우체국창구업무의 위탁에 관한 법률